# HD 23079 b
HD 23079 b是一顆距離地球約114光年的太陽系外行星，位於網罟座。該行星的質量至少是木星的2.45倍，但目前不知道它的軌道傾角，無法得知真實質量。它的公轉周期幾乎是剛好2年，與母恆星平均距離1.6天文單位。它的軌道離心率是大約與双鱼座109b、HD 75898 b和HD 69830 b大約相等的0.102，因此和母恆星的距離在1.44到1.76天文單位之間變化。
該行星是由克里斯·庭納等人於2001年以都卜勒光譜學方式偵測行星重力對母恆星造成光譜位移的方式確定存在。

## 外部連結
- . The Extrasolar Planets Encyclopaedia.   [2012-10-11]. （原始内容存档于2012-06-01）.